# Larnat
Larnat ist eine französische Gemeinde mit 19 Einwohnern (Stand 1. Januar 2022) im Département Ariège in der Region Okzitanien. Sie gehört zum Kanton Haute-Ariège und zum Arrondissement Foix. 
Sie grenzt im Nordwesten an Niaux, im Norden an Ornolac-Ussat-les-Bains, im Osten an Bouan, im Süden an Larcat (Berührungspunkt)  und im Westen an Miglos.

## Bevölkerungsentwicklung
| Jahr                       | 1962 | 1968 | 1975 | 1982 | 1990 | 1999 | 2008 | 2015 |
| -------------------------- | ---- | ---- | ---- | ---- | ---- | ---- | ---- | ---- |
| Einwohner                  | 55   | 45   | 29   | 25   | 15   | 16   | 18   | 21   |
| Quellen: Cassini und INSEE |      |      |      |      |      |      |      |      |